# Liste des chefs du gouvernement de la Grenade
La liste des chefs du gouvernement de la Grenade répertorie l'ensemble des personnes ayant occupé la fonction de chef de gouvernement de la Grenade depuis 1960, moment de la mise en place d'une première forme d'autogouvernance. Depuis lors, le pays est dirigé par un gouvernement dont l'autonomie n'a pas cessé de croître jusqu’à l’indépendance en 1974.
Les chefs du gouvernement du pays ont porté au fil des années, les appellations suivantes : « ministre en chef de la Grenade » (1960-1967), de « Premier ministre de l'État associé de Grenade » (1967-1974), de « Premier ministre de la Grenade » (1974-1979), de « Premier ministre du Gouvernement révolutionnaire populaire de la Grenade » (1979-1983), de « Chef du Conseil militaire révolutionnaire de Grenade » (1983), de « président du Conseil consultatif intérimaire » (1983-1984) pour finalement reprendre l'appellation « Premier ministre de la Grenade » de manière continue depuis 1984.
| Nom                 | Portrait | Titre                                                              | Début de mandat  | Fin de mandat    | Parti |
| ------------------- | -------- | ------------------------------------------------------------------ | ---------------- | ---------------- | --- |
| Herbert Blaize      |          | Chief Minister of Grenada                                          | janvier 1960     | mars 1961        | Parti national grenadien                                                                                      |
| George E. D. Clyne  |          | Chief Minister of Grenada                                          | mars 1961        | août 1961        | Parti travailliste uni de Grenade                                                                             |
| Eric Gairy          |          | Chief Minister of Grenada                                          | août 1961        | 19 juin 1962     | Parti travailliste uni de Grenade                                                                             |
| Herbert Blaize      |          | Chief Minister of Grenada                                          | septembre 1962   | mars 1967        | Parti national grenadien                                                                                      |
| Herbert Blaize      |          | Premier of the Associated State of Grenada                         | mars 1967        | août 1967        | Parti national grenadien                                                                                      |
| Eric Gairy          |          | Premier of the Associated State of Grenada                         | août 1967        | 6 février 1974   | Parti travailliste uni de Grenade                                                                             |
| Eric Gairy          |          | Prime Minister of Grenada                                          | 6 février 1974   | 13 mars 1979     | Parti travailliste uni de Grenade                                                                             |
| Maurice Bishop      |          | Prime Minister of the People's Revolutionary Government of Grenada | 13 mars 1979     | 14 octobre 1983  | Nouvel effort conjoint pour le bien-être social, l'éducation et la libération                                 |
| Bernard Coard       |          | Prime Minister of the People's Revolutionary Government of Grenada | 14 octobre 1983  | 19 octobre 1983  | Nouvel effort conjoint pour le bien-être social, l'éducation et la libération                                 |
| Hudson Austin       |          | Head of the Revolutionary Military Council of Grenada              | 19 octobre 1983  | 25 octobre 1983  | Nouvel effort conjoint pour le bien-être social, l'éducation et la libération/Armée révolutionnaire populaire |
| Nicholas Brathwaite |          | Chairman of the Interim Advisory Council                           | 25 octobre 1983  | 4 décembre 1984  | Congrès démocratique national                                                                                 |
| Herbert Blaize      |          | Prime Minister of Grenada                                          | 4 décembre 1984  | 19 décembre 1989 | Nouveau Parti national                                                                                        |
| Ben Jones           |          | Prime Minister of Grenada                                          | 20 décembre 1989 | 16 mars 1990     | Nouveau Parti national                                                                                        |
| Nicholas Brathwaite |          | Prime Minister of Grenada                                          | 16 mars 1990     | 1er février 1995 | Congrès démocratique national                                                                                 |
| George Brizan       |          | Prime Minister of Grenada                                          | 1er février 1995 | 22 juin 1995     | Congrès démocratique national                                                                                 |
| Keith Mitchell      |          | Prime Minister of Grenada                                          | 22 juin 1995     | 9 juillet 2008   | Nouveau Parti national                                                                                        |
| Tillman Thomas      |          | Prime Minister of Grenada                                          | 9 juillet 2008   | 20 février 2013  | Congrès démocratique national                                                                                 |
| Keith Mitchell      |          | Prime Minister of Grenada                                          | 20 février 2013  | 24 juin 2022     | Nouveau Parti national                                                                                        |
| Dickon Mitchell     |          | Prime Minister of Grenada                                          | 24 juin 2022     | en cours         | Congrès démocratique national                                                                                 |